# Liste der Monuments historiques in Ploulec’h
Die Liste der Monuments historiques in Ploulec’h führt die Monuments historiques in der französischen Gemeinde Ploulec’h auf.

## Liste der Bauwerke
| Bezeichnung                                | Beschreibung              | Standort                | Kennzeichnung | Schutzstatus | Datum | Bild           |
| ------------------------------------------ | ------------------------- | ----------------------- | ------------- | ------------ | ----- | -------------- |
| Kirche St-Dogmaël, Calvaire und Umfriedung | Erbaut im 17. Jahrhundert | Rue de la Mairie (Lage) | PA00089494    | Inscrit      | 1926  | weitere Bilder |

## Liste der Objekte

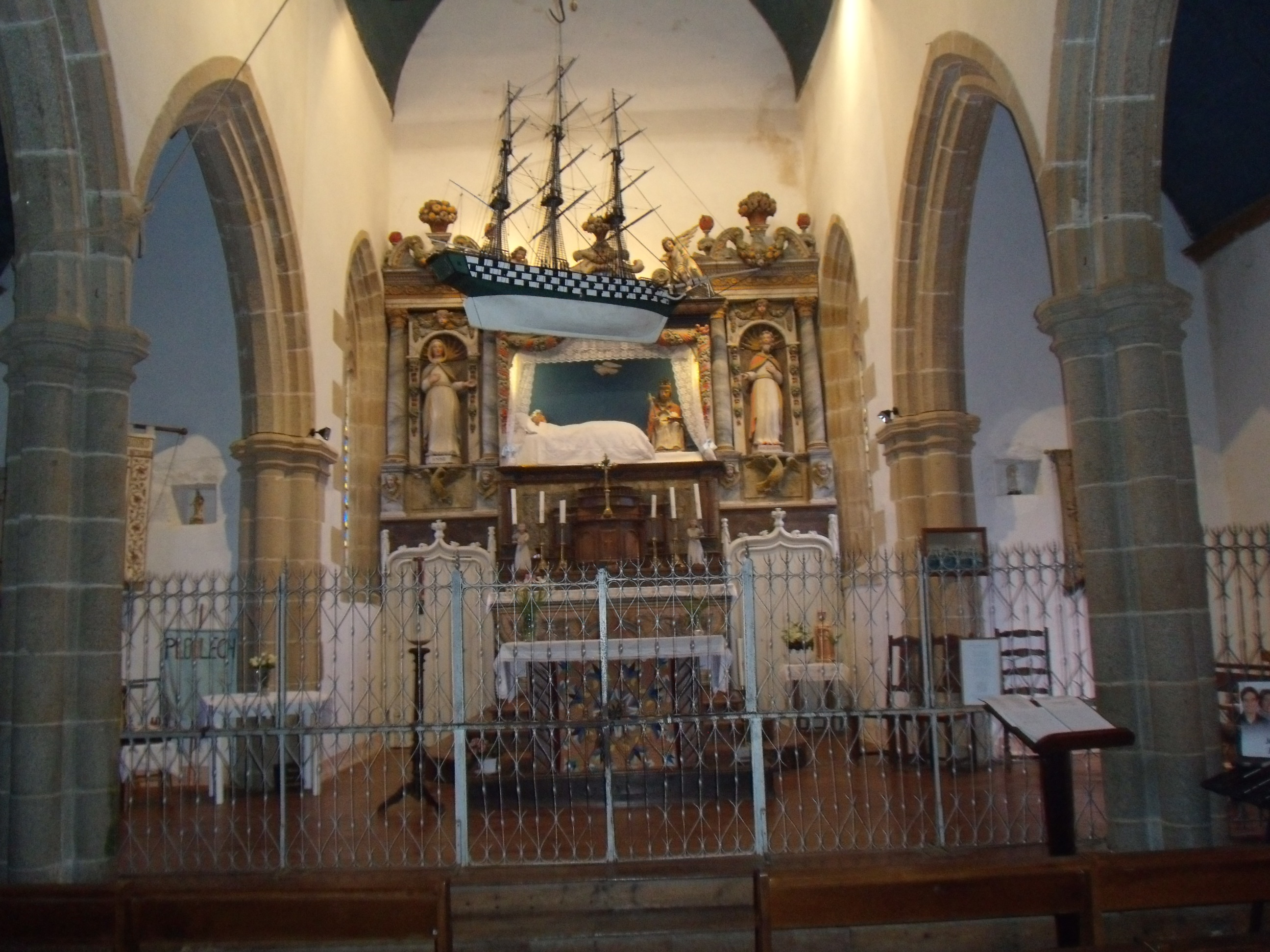
Hauptaltar (17. Jahrhundert) in der Kapelle Notre-Dame

- Monuments historiques (Objekte) in Ploulec’h in der Base Palissy des französischen Kultusministeriums